# Ayvalık (district)
Ayvalık is een Turks district in de provincie Balıkesir en telt 58.638 inwoners (2007). De hoofdplaats is de gelijknamige stad Ayvalık. Het district heeft een oppervlakte van 265,4 km².
De bevolkingsontwikkeling van het district is weergegeven in onderstaande tabel.
| 1997   | 2000   | 2007   |
| ------ | ------ | ------ |
| 51.526 | 58.738 | 58.638 |